# (9580) Tarumi
(9580) Tarumi (1989 TB11) – planetoida z pasa głównego asteroid okrążająca Słońce w ciągu 4,36 lat w średniej odległości 2,67 j.a. Odkryta 4 października 1989 roku.